# Responsabilidad internacional del Estado
La responsabilidad internacional del Estado es la institución jurídica que impone al Estado, que ha realizado un hecho ilícito en perjuicio de otro, la obligación de reparar el daño causado. Esta situación se dan principalmente entre el Estado infractor o responsable, y el Estado perjudicado o lesionado, e incluso entre una pluralidad de Estados o la comunidad internacional en su conjunto. 
Esta responsabilidad es el principio de que todo comportamiento de un Estado calificado por el derecho internacional del hecho jurídicamente  ilícito entraña, en derecho internacional, la responsabilidad de dicho Estado
El tema de la responsabilidad de los Estados, se trata de una materia regulada fundamentalmente por el Derecho consuetudinario.  Este tema surge a partir de 1953, donde la Asamblea General de las Naciones Unidas encomienda a la Comisión de Derechos Internacionales la tarea de codificar las reglas concernientes a la responsabilidad internacional. En 1976 la Comisión preparó su proyecto de convención internacional sobre responsabilidad internacional. La Asamblea General de las Naciones Unidas, el 12 de diciembre de 2001 lo remitió a la atención de los Estados.

## Hecho internacionalmente ilícito
El artículo 1 del proyecto de la CDI (Comisión de Derecho internacional) enuncia el principio fundamental de que la responsabilidad se deriva de todo hecho internacionalmente ilícito realizado por un Estado. Este principio ha sido reiterado constantemente tanto en casos de la Corte Internacional de Justicia (“el Caso del Canal de Corfú, el Caso Relativo a las Actividades Militares y Paramilitares en Nicaragua y Contra Nicaragua y el Caso Relativo al Proyecto Gabĉíkovo-Nagymaros, entre muchos otros”) como en arbitrajes internacionales. Así se estableció en el caso Rainbow Warrior: “toda violación, por un Estado, de cualquier obligación, sea cual fuere su origen, da lugar a la responsabilidad del Estado".
Por lo tanto, en virtud de la comisión del hecho, nace la serie de relaciones jurídicas que conforman la responsabilidad internacional. Tradicionalmente se entendía que estas relaciones jurídicas eran solamente bilaterales, pues existe un principio que establece que, cuando un Estado comete un hecho internacionalmente ilícito contra otro, se fija directamente entre ellos la responsabilidad internacional. Sin embargo, se ha aceptado progresivamente que existen hechos que implican responsabilidad respecto una pluralidad de países e incluso respecto la comunidad internacional, por la violación ya sea de tratados multilaterales, costumbre internacional o normas erga omnes.
Hay un hecho internacionalmente ilícito del Estado cuando un comportamiento consistente en una acción u omisión, que es atribuible al Estado según el derecho internacional, constituye una violación de una obligación internacional de ese Estado. De esta definición se desprende lo siguiente:

#### El comportamiento puede consistir en una acción u omisión
Es posible distinguir la responsabilidad de un estado por sus acciones, omisiones, aquiescencia o su consentimiento que conformen hechos ilícitos o hechos ilícitos graves) genocidio, crímenes de lesa humanidad, tortura, etc.- que contravengan normas imperativas de derecho internacional (ius cogens). “Una característica importante de esta disposición consiste en que no se requiere en absoluto que exista culpa o dolo por parte del Estado para efectos de determinar la existencia de un hecho internacionalmente ilícito”, pero esto no significa que no se vaya a tomar en consideración al momento de emitir un fallo. 

#### Atribución del hecho a un Estado
La atribución de la responsabilidad al Estado es en conjunto, es decir, todos los órganos del Estado pueden producirla. Por ende, cualquier órgano, sin importar cual sea  su jerarquía,  podrá involucrarse en la responsabilidad. Por regla general el Estado sólo es responsable por los hechos ilícitos de sus órganos y de manera excepcional cuando los particulares actúen por cuenta del Estado, u en el caso, en el que Estado asuma la determinada conducta. “La responsabilidad estatal es además independiente de la responsabilidad individual en que pueden incurrir sus agentes u otras personas cuya conducta pueda ser atribuida al Estado”.

#### Violación de una obligación internacional de ese Estado
La violación existe cuando el comportamiento de un Estado no se ciñe a lo que le exigen sus obligaciones, sea cual sea la fuente y naturaleza de estas.  El Proyecto de la CDI:
" [N]o distingue entre las obligaciones que emanan de un tratado y las que no: por lo tanto, no se establece una diferenciación categórica entre la responsabilidad ex contractu y la ex delicto, ni se formula ninguna distinción, en este nivel de generalización, entre las obligaciones bilaterales y las multilaterales."
El hecho de que el artículo 12 establezca “sea cual fuere el origen o la naturaleza de esa obligación” implica que las obligaciones del Estado pueden provenir de todas las fuentes del derecho internacional, como tratados internacionales, normas consuetudinarias, principios, actos unilaterales del Estado, decisiones vinculantes de un tribunal internacional o una resolución obligatoria decretada por  una organización internacional. En sí, un Estado puede contraer una obligación siempre y cuando los procesos que se realicen sean los reconocidos para  la creación de obligaciones jurídicas.
La calificación de licitud o ilicitud del hecho es regida por el derecho internacional,  es irrelevante que el Derecho interno del Estado infractor califique el hecho como lícito. De lo contrario, cualquier Estado podría desprenderse de cumplir cualquier obligación internacional simplemente modificando su legislación nacional. 
La vigencia de la obligación internacional al momento en el que se está produciendo la acción u omisión, es un factor esencial para que se pueda configurar la ilicitud del hecho. Por lo que, la obligación no será aplicada de manera retroactiva. La vigencia de la obligación (y por lo tanto la norma aplicable) dependerá del carácter que tenga el hecho.
El hecho que no tiene carácter continuo, tiene lugar en el momento que se produce; el hecho de carácter continuo, se extiende durante todo el tiempo que el hecho continúe, y las obligación de prevenir tiene lugar en el momento que sucede el acontecimiento, pero también se prolonga durante todo el periodo en que el acontecimiento continúa.Por otra parte, es importante considerar la llamada violación por hechos compuestos. Esta consiste en la violación de una obligación internacional en la que incurre un Estado mediante una serie de acciones u omisiones, que conjuntamente se consideran ilícitas. Dicha violación toma lugar cuando se produce la primera acción u omisión, y se extiende mientras tales acciones u omisiones se repiten.

#### El daño como elemento del hecho internacionalmente ilícito
Cabe recalcar que el daño no es señalado como un elemento esencial para la existencia de la responsabilidad internacional por parte de un Estado. Esto generó debate en la comunidad internacional en el 25.º periodo de sesiones de la Comisión de Derecho Internacional, que se llevó a cabo en 1973. Roberto Ago, Relator Especial, expuso que:
"…[N]o puede decirse que el elemento denominado del "daño" sea la tercera condición de existencia de un hecho internacionalmente ilícito, ya que hay hechos internacionalmente ilícitos que no acarrean daños económicos y, si bien es cierto que todo incumplimiento de una obligación implica un perjuicio, el elemento de prejuicio está ya comprendido en el incumplimiento de la obligación."
Se señaló como ejemplo el hecho, el supuesto de un Estado que no adopta la legislación a que se ha obligado en un tratado internacional. Existe una violación simplemente por el hecho de contravenir lo que se dijo en el tratado internacional, y no es necesaria la existencia de un daño concreto. Respecto a ello, la Comisión señaló en sus comentarios que “la exigencia de elementos de ese tipo [refiriéndose al daño] depende del contenido de la obligación primaria, y no existe ninguna regla general al respecto”.

## Introducción al concepto
La responsabilidad del Estado tuvo lugar por primera vez en la segunda mitad del siglo XIX como principio de solución legal para la solución de conflictos de carácter pecuniario entre Estados que no tenían lugar dentro del derecho, represalias, intervención armada o alguna protección diplomática. El concepto de responsabilidad de los Estados se fundamenta en que este se encuentra formando parte de la comunidad internacional, la comunidad jurídica y cuenta con derechos y obligaciones recíprocas. Sin embargo el concepto de soberanía e independencia de los estados es actualmente un impedimento para la responsabilidad internacional y su efectividad sin necesidad del uso de medidas coercitivas y la protección diplomática.
La responsabilidad es considerada en sentido general como la calidad de contraer la obligación en conjunto con las consecuencias jurídicas mientras que en un sentido particular se obtiene al Estado como un sujeto específico del derecho internacional público y es responsable cuando cae en el supuesto de la violación de una obligación ya sea por una acción u omisión de una norma convencional o consuetudinaria que le obliga, es decir causa una lesión a otro estado y a su derecho. Dicha responsabilidad se encuentra establecida por tratados o convenciones, principios y reglas de la costumbre internacional.
Otra acepción que se tienen respecto a la responsabilidad internacional, es que esta impone al causante del hecho internacionalmente ilícito, la obligación de reparar el daño causado. Así mismo, uno de los principios con mayor impacto y confirmación dentro de la comunidad internacional, es que todo comportamiento de un Estado, calificado por el derecho internacional como el que cometió  un hecho jurídico e internacionalmente ilícito, tendrá la responsabilidad de dicho acto. Aunado a esto, aunque la mayoría de Los Estados cumple casi siempre con sus obligaciones y con los principios internacionales, hay veces en las que no y esto produce oportunidades existan incumplimientos. Esto conlleva una consecuencia y acarrea la responsabilidad internacional del Estado y junto con eso, una reparación.
La Responsabilidad Internacional, es considerada como una figura consuetudinaria que se fue incorporando poco a poco en los tratados bilaterales y multilaterales de los Estados. Este tipo de responsabilidad se define como una institución jurídica que se aplica cuando un Estado comete un hecho ilícito, que causa daños y perjuicios a otro Estado, por lo que el Estado que es considerado como infractor, tendrá una nueva obligación con el Estado lesionado que consiste en reparar el daño que provocó.
El derecho internacional tiene como objetivo que se materialicen las conductas de los Estados, por lo tanto hay normas que regulan el comportamiento de estos. Este tipo de normas son llamadas primarias, ya que definen el contenido de las obligaciones internacionales, que en caso de ser violadas se estaría cometiendo un hecho ilícito, que da lugar a la responsabilidad internacional del Estado y por lo que se necesita que se apliquen las normas secundarias, las cuales son las condiciones generales que deben de cumplirse para que un Estado sea responsable de un hecho ilícito y las consecuencias que tendría el hecho que se cometió.
Los sujetos a los que se les puede atribuir la responsabilidad de un hecho ilícito internacional son los representantes y órganos del Estado, las personas que extralimitan en la competencia o que desobedecen las instrucciones del Estado, las personas que cumplan con un cargo superior o subordinado del Estado, entidades públicas territoriales, particulares que actúen en ausencia de autoridades estatales los que cumplan con sus actividades al interior o al exterior del Estado, personas que actúan bajo un movimiento de insurrección y cuando el Estado le ordena a particulares que cometan un hecho ilícito.
El primer texto donde se contempló la responsabilidad de los Estados fue en el tratado por la Primera Conferencia de Codificación de la Sociedad de las Naciones, en La Haya en 1930. Refiriéndose a que los Estados son responsables de los daños causados en su territorio a la persona o bienes de los extranjeros. Sin embargo este fue considerado un fracaso, debido a que al final solo se llegó a un acuerdo respecto del primer tópico el cual era “Nacionalidad”, siendo que los otros dos tópicos “Responsabilidad del Estado” y “Aguas Territoriales” no lograron llegar a un acuerdo. Actualmente este tema se encuentra regulado por la resolución de la Asamblea General 56/83 Responsabilidad de los Estados. Las reglas dentro de esta resolución se encargan de regular desde, que es considerado un hecho internacionalmente ilícito, cuando se le puede atribuir a un Estado por estos, en que casos se excluye la ilicitud de estos, etcétera.

## Elementos de la responsabilidad
De acuerdo con algunos doctrinantes, los elementos constitutivos de la responsabilidad internacional son: 
1. La ilicitud, que consiste en la acción u omisión que viole una obligación establecida por una norma de derecho internacional vigente entre el Estado infractor y el Estado lesionado;
2. La atribución o imputación, que se refiere a que el hecho ilícito debe ser atribuible o imputable al Estado; y
3. El daño, el cual debe haberse producido un perjuicio o un daño como consecuencia del hecho ilícito[37]

### Ilicitud
Lo que por bien causa la Responsabilidad Internacional del Estado, el hecho o acto ilícito, el cual como se mencionó con anterioridad, es aquella acción u omisión, que va en contra de las normas del derecho internacional. Estas mismas, a su vez, deben ser atribuibles al actor de la acción u omisión. Ahora, para que se dé inicio a que un hecho se considere ilícito, primeramente un Estado deberá reclamar contra otro la acción u omisión, para que así, el Estado afectado pueda lograr la reparación de los daños cometidos por el Estado culpable, tema del cual se abordará más adelante. 
Para esto, el artículo 1 del proyecto de la CDI (Comisión de Derecho internacional), en la Responsabilidad del Estado por hechos ilícitos, enuncia el principio fundamental de que la responsabilidad se deriva de todo hecho internacionalmente ilícito realizado por un Estado. Por lo tanto, en virtud de la comisión del hecho nace la serie de relaciones jurídicas que conforman la responsabilidad internacional. Tradicionalmente se entendía que estas relaciones eran bilaterales, pero se ha aceptado progresivamente que existen hechos que implican responsabilidad incluso respecto la comunidad internacional, por la violación de normas erga omnes, el cual se refiere a las normas aplicables con respecto o frente a todos con base a su carácter de cumplimiento ya sea de una Convención, Tratado y/o Pacto.
Igualmente, La obligación debe estar en vigor para el Estado en el momento en que se realiza el hecho ilícito. Con base el artículo 3, para que un hecho se considere internacionalmente ilícito, este necesitará ser regido y considerado por el mismo derecho internacional, y este acto u omisión no se puede justificar con base al derecho interno del Estado parte.También es de suma importancia recalcar y a su vez algo que puede ser muy complejo, es que la misma acción u omisión se define como la violación del tratado y/o norma del derecho internacional y que esto a su vez, se traduce en el hecho internacionalmente ilícito, ya sea por causa de actos imputables de manera directa o indirecta al Estado parte. Para esto, el Estado que violó la obligación deberá, ya sea o ponerle fin o ofrecer seguridades y garantías de no repetición, en caso de que sea necesario.
Este concepto de la violación de una obligación internacional, la cual causa la ilicitud, obtiene tres elementos para que se pueda considerar como tal. Estas son la existencia, la vigencia y la extensión del tiempo y a pesar de que estas parecieran similares, son completamente diferentes. En cuestión de la existencia, está se especifica en el caso en la cual no va la acción del Estado con la obligación exigible y que el cual está siendo observado, sin importar el origen de la obligación. En el concepto de la vigencia, esta se puede definir en el cual el Estado debe en obligación estar vinculado a su vez, por la obligación proporcionada en el momento que se produce el hecho. Por último, la extensión en el tiempo, en el cual están cuatro elementos para que también se le considere como tal y teniendo que concordar por lo menos con uno. Están los casos en el cual el hecho no tenga carácter continuo, que el hecho sea de carácter continuo, cuando el estado debe prevenir el hecho que provocó la ilicitud y por último, que los hechos sean compuestos, a lo cual significa sean series que en un conjunto consideren el hecho ilícito.

### Atribución o Imputación
Según los artículos 4 al 11 del proyecto de la CDI, se considerará hecho atribuible al Estado, el comportamiento de todo órgano del Estado; el comportamiento de una persona o entidad que ejerce atribución del poder público; el comportamiento de un órgano puesto a disposición del Estado, por otro Estado; el comportamiento de los anteriores, cuando exceden en su competencia o contravienen instituciones; el comportamiento bajo la dirección o control del Estado; el comportamiento en caso de ausencia o defecto de las autoridades oficiales; el comportamiento de un movimiento insurreccional o de otra índole y; el comportamiento que el Estado reconoce y adopta como propio.
Según la CDI en su proyecto, artículo segundo en el apartado de los comentarios menciona que, para que un hecho se le atribuya a un Estado, en principio se debe considerar jurídicamente imputable, segundo, debe considerar si son compatibles o no con las obligaciones en cuanto a los tratados vigentes o cualquier otra fuente internacional. Por otro lado, la determinación en cuanto al incumplimiento o violación de un precepto internacional se califica como subjetivo u objetivo, siendo el primero referido en cuanto a la intención o conocimiento del Estado responsable, y el segundo determinado en cuanto a la premeditación o conocimiento previo de la situación.
Existen dos supuestos en cuanto a la atribución de un Estado, analizando la primera como la inacción del Estado, tomando en consideración si se realizó con el propósito de no realizar alguna acción y provocar un daño. Esto se puede considerar tomando en cuenta cuatro situaciones: cuando hay una inacción en contra de particulares, cuando hay inacción en la prevención por los hechos cometidos por particulares, cuando es en contra de representantes extranjeros o cuando hay inacción sobre hechos ilícitos en contra de la seguridad de Estados extranjeros.
En el derecho internacional, la atribución se puede vincular hacia el sujeto activo, el cual en principio se puede identificar mediante la vinculación del sujeto activo con el Estado. De igual manera, en el análisis se resalta el hecho de que en el elemento de atribución, la característica importante es que no requiere de la existencia de culpa o dolo por parte del Estado. Asimismo, la atribución aborda conexiones entre el Estado y el hecho internacionalmente ilícito cometido por otro Estado, en el caso particular de  prestar ayuda o asistencia, dirección y control o la coacción.
Por otro lado, también existe el supuesto de no atribución, toda vez que se analiza desde la perspectiva en donde el Estado solamente cuanto tenga el origen del comportamiento de sus órganos. Esto bien suele ser cuando existe un ataque de grupos armados hacia otro Estado, desvinculando por completo al Estado de origen, toda vez que no se contemplan los elementos de coacción, control, dirección, ayuda o asistencia.
Cada Estado es responsable de su propio comportamiento (responsabilidad directa). Sin embargo, también existe la responsabilidad del Estado por hechos cometidos por otro Estado (responsabilidad indirecta). En primer lugar, cuando un Estado ayuda o presta asistencia a otro en la comisión de un hecho internacionalmente ilícito. En segundo lugar, cuando dirige y controla a otro Estado en la comisión de un hecho internacionalmente ilícito. Y Finalmente, cuando coacciona a otro Estado para la comisión de un hecho internacionalmente ilícito.

### Daño
Algunos autores, tales como Eduardo Jiménez de Aréchaga, Marco Gerardo Monroy Cabra y Enrique Gaviria Liévano, plantean como tercer elemento constitutivo de la responsabilidad, el que el acto del Estado haya producido un perjuicio o daño como consecuencia de la violación de una obligación internacional. El daño sufrido por un Estado es siempre el elemento que autoriza a un Estado en particular, a formular una reclamación contra otro y a pedir reparación. Sin embargo, la CDI (Comisión de Derecho Internacional) no incluyó el daño como elemento constitutivo de la responsabilidad, sino como un elemento adicional, con la justificación de que a veces se afirma que no hay responsabilidad internacional por el comportamiento de un Estado que incumple sus obligaciones mientras no se dé el “daño” a otro Estado. Ante la necesidad de una figura procesal que permita a los Estados , no afectados (que no han sufrido un daño), reclamar la responsabilidad por violaciones que surgen de derechos que se deben a un grupo de Estados y que no son bilateralizables por tener una naturaleza integral, surge la figura de erga omnes en el derecho internacional.

## Circunstancias que excluyen la ilicitud
Un hecho ilícito cometido por un Estado en perjuicio de otro puede perder sus efectos respecto a la responsabilidad de reparar del Estado infractor. Las circunstancias que excluyen la ilicitud eximen al Estado responsable de su obligación de reparación. Esto solo es posible si la situación entra en diversos supuestos o ''circunstancias”. No obstante, existen obligaciones de Derecho humanitario y Derecho Internacional de los derechos humanos que deben cumplirse en todo caso, como también deben acatarse las normas de ius cogens.
El proyecto de artículos sobre la responsabilidad de los Estados menciona en los artículos 20 a 27 las formas o circunstancias de exclusión de la ilicitud. Dentro de estas se encuentran las contramedidas, la fuerza mayor, el peligro extremo, el estado de necesidad, consentimiento y la legítima defensa. Todas estas tienen un efecto común, que ciertamente es excluir la ilicitud de un comportamiento que de otro modo, constituye una violación a una obligación internacional.
Consentimiento (art. 20)
“El consentimiento válido de un Estado a la comisión por otro Estado de un hecho determinado excluye la ilicitud de tal hecho en relación con el primer Estado en la medida en que el hecho permanece dentro de los límites de dicho consentimiento”.
Legítima defensa (art. 21)
“La ilicitud del hecho de un Estado queda excluida si ese hecho constituye una medida lícita de legítima defensa tomada de conformidad con la Carta de las Naciones Unidas”.
Contramedidas en razón de un hecho internacionalmente ilícito (art. 22)
“La ilicitud del hecho de un Estado que no esté en conformidad con una obligación internacional suya para con otro Estado queda excluida en el caso y en la medida en que ese hecho constituya una contramedida tomada contra ese otro Estado de acuerdo con lo dispuesto en el capítulo II de la tercera parte.”
Fuerza mayor (art. 23)
1. “La ilicitud del hecho de un Estado que no esté de conformidad con una obligación internacional de ese Estado queda excluida si ese hecho se debe a un caso de fuerza mayor, es decir, a una fuerza irresistible o un acontecimiento imprevisto, ajenos al control del Estado, que hacen materialmente imposible, en las circunstancias del caso, cumplir con la obligación”.
2. El párrafo 1 no es aplicable si:
a) “La situación de fuerza mayor se debe, únicamente o en combinación con otros factores, al comportamiento del Estado que la invoca; o”
b)” El Estado ha asumido el riesgo de que se produzca esa situación”.
Situación de peligro extremo (art. 24)
1. “La ilicitud del hecho de un Estado que no esté de conformidad con una obligación internacional de ese Estado queda excluida si el autor de ese hecho no tiene razonablemente otro modo, en una situación de peligro extremo, de salvar su vida o la vida de otras personas confiadas a su cuidado”.
2. El párrafo 1 no es aplicable si:
a) “La situación de peligro extremo se debe, únicamente o en combinación con otros factores, al comportamiento del Estado que la invoca; o”
b) “Es probable que el hecho en cuestión cree un peligro comparable o mayor”.
Estado de necesidad (art. 25)
“1. Ningún Estado puede invocar el estado de necesidad como causa de exclusión de la ilicitud de un hecho que no esté de conformidad con una obligación internacional de ese Estado a menos que ese hecho:
a) Sea el único modo para el Estado de salvaguardar un interés esencial contra un peligro grave a inminente; y
b) No afecte gravemente a un interés esencial del Estado o de los Estados con relación a los cuales existe la obligación, o de la comunidad internacional en su conjunto.
2. En todo caso, ningún Estado puede invocar el estado de necesidad como causa de exclusión de la ilicitud si:
a) La obligación internacional de que se trate excluye la posibilidad de invocar el estado de necesidad; o
b) El Estado ha contribuido a que se produzca el estado de necesidad.”
Cumplimiento de normas imperativas (art. 26)
Para entender que es una norma imperativa es indispensable tomar en cuenta el artículo 53 de la Convención de Viena, el cual establece que las normas imperativas del derecho internacional general tienen que ser aceptadas por la Comunidad Internacional de Estados en su conjunto. Son inderogables, en la medida en que únicamente pueden ser derogadas por otras normas imperativas y cuando son permanentes, pues solo pueden ser modificadas por otras normas de naturaleza imperativa.
La normas imperativas se hicieron para crear algunas limitaciones en la soberanía de los Estados, dichas normas cuentan con el carácter y fuerza jurídica para no ser derrotada por ningún estado. “Una norma es imperativa, después de que un juez así la calificó. Esto no implica reconocer a los jueces un poder sin límites. Al contrario, la multiplicación de las jurisdicciones internacionales asegura que ningún juez posea la última palabra”. Las normas imperativas puede desprenderse de las jurisprudencias de las jurisdicciones internacionales y regionales, tal como a las jurisdicciones supremas de los Estados.
Consecuencias de la invocación de una circunstancia que excluye la ilicitud (art. 27)
“La invocación de una circunstancia que excluye la ilicitud en virtud del presente capítulo se entenderá sin perjuicio de: a) El cumplimiento de la obligación de que se trate, en el caso y en la medida en que la circunstancia que excluye la ilicitud haya dejado de existir.”
Una circunstancia puede excluir la ilicitud solamente si es necesario, siempre y cuando la disposición deja a salvo de la exclusión a todas las demás cuestiones. Si el alcance de la circunstancia excede no se ve afectada la ilicitud del hecho.
“b) La cuestión de la indemnización de cualquier pérdida efectiva causada por el hecho en cuestión.” 
En el caso de la indemnización se entiende sin perjuicio porque no hay manera de establecer una norma general de las pérdidas causadas por el hecho ilícito.

### Retorsión
Son acciones por parte de un Estado hacia otro Estado como respuesta a un acto ilícito del Derecho Internacional, no obstante, no siempre tiene que ser ilícito. Estas acciones se caracterizan por ser medidas no amigables y nocivas que se consideran compatibles con el Derecho Internacional. De manera que, estas acciones son intrínsecamente legales al no interferir con los derechos del Estado al que se destinan. A pesar de ser acciones legales, de acuerdo con la Comisión de Derecho Internacional las retorsiones se consideran actos internacionalmente incorrectos al constituir conductas hostiles.

### Contramedida
Al indagar en el “Derecho Internacional Público” es muy usual encontrarse con el choque de lo que se menciona en la teoría y lo que realmente se aplica. Una de las principales críticas que se llega a observar es la imperfección e ineficacia del cumplimiento de las obligaciones en el caso de que exista algún hecho ilícito. En este supuesto de obligación recae la contramedida, la cual puede invocar cualquier Estado lesionado para así obtener la suspensión y compensación del hecho ilícito ocurrido.
La contramedida en función del proyecto de la CDI (Comisión de Derecho Internacional) se define como el procedimiento para rendir el cumplimiento a una obligación internacional la cual este ligada a un hecho ilícito.

#### Limitaciones
Para la validez de la contramedida según el artículo 49 del proyecto de la CDI es necesario que se cumplan los siguientes elementos:
- Tener plenamente identificado al Estado responsable del hecho ilícito (la contramedida tiene que ser en respuesta a ese hecho y dirigida contra ese Estado).
- Que su objetivo sea inducir al Estado autor del hecho ilícito al cumplimiento de sus obligaciones.
- Las contramedidas son temporales.
- Tienen que ser proporcionales (teniendo en cuenta lo cuantitativo y lo cualitativo).

Las contramedidas no son formas de sanción o castigo pero si van encaminadas al cumplimiento forzoso de una obligación internacional de un Estado infractor hacia el otro, debido a esto existe su índole temporal y a su vez en el momento en que la obligación haya sido cumplida o sometida a un tribunal internacional esta contramedida deberá darse por terminada.

#### Obligaciones que no pueden suspenderse
Existen obligaciones las cuales una contramedida no puede incumplir y en el artículo 50 del proyecto de la CDI se nos mencionan las siguientes:
- La obligación en la prohibición de la amenaza o el uso de la fuerza, como está enunciada en la Carta de las Naciones Unidas;
- Las obligaciones que están establecidas enfocadas en la protección de los derechos humanos fundamentales;
- Las obligaciones de carácter humanitario las cuales prohíben las represalias;
- Las obligaciones que nacen de las normas imperativas (Ius cogens) del Derecho Internacional;
- Obligaciones resultantes de un procedimiento de solución pacífica entre ese Estado y el Estado responsable;
- Las obligaciones de respetar la inviolabilidad de los agentes, locales, archivos y documentos diplomáticos o consulares.

## Consecuencias jurídicas de la responsabilidad internacional
El Estado que incurre en responsabilidad internacional queda sujeto a una serie de consecuencias jurídicas. En primer lugar, no cesa el deber de cumplir con la obligación violada. El Estado debe también poner fin a la conducta infractora, si es que ésta continúa, y a ofrecer garantías de que no se repetirá.
Adicionalmente, el Estado está obligado a reparar el perjuicio causado, tanto material como moral, incluyendo este el honor, dignidad y prestigio de un Estado. El proyecto recoge tres medidas, cada una de las cuales es subsidiaria respecto de las anteriores.
- Restitución en especie: 
  - También considerado como el modo de reparación del daño por excelencia, este modo de hacer efectiva la responsabilidad del Estado se refiere a un restablecimiento de la situación que hubiese sucedido si no se hubiera cometido ese hecho ilícito, es decir, volver la cosa a como estaba originalmente.[69]
  - Lo anterior, tiene fundamento en el artículo 35 de la Carta sobre la Responsabilidad del Estado por hechos internacionalmente ilícitos y habla sobre dos excluyentes para invocar esta reparación que son:
    - No sea materialmente imposible.
    - No entrañe una carga totalmente desproporcionada con relación al beneficio que derivaría de la restitución en vez de la indemnización.

  - Indemnización por daños y perjuicios:
    - Este modo de reparación tiene fundamento en el artículo 37 de la Carta sobre la Responsabilidad del Estado por hechos internacionalmente ilícitos y se presenta cuando la restitución es imposible de realizar o bien, cuando las partes así lo acuerdan y consiste en cubrir todo aquel daño susceptible de evaluación financiera. Asimismo, se incluye dentro de esta indemnización el lucro cesante, que se refiere a la cantidad que se dejó de generar a raíz de los daños causados siempre y cuando este sea comprobado.[70]

  - Satisfacción:
    - También conocido como la reparación del daño inmaterial, este medio de reparación puede presentarse junto con la indemnización y restitución y consiste en reparar el daño o perjuicio moral sufrido por el Estado, como bien pueden ser los daños en contra del honor, dignidad o prestigio de un Estado en carácter de sujeto de derecho internacional.[71]
    - Lo anterior tiene fundamento en el artículo 37 de la Carta sobre la Responsabilidad del Estado por hechos internacionalmente ilícitos y habla sobre cómo esta satisfacción no puede ser desproporcionada en relación con el perjuicio y no puede ser humillante para el Estado responsable.

## Invocación o Reclamación Internacional
La invocación o reclamación internacional es un derecho, que no va necesariamente ligado a la condición de ser víctima de la violación de una obligación internacional, sin importar de donde emane esta. El estado lesionado puede no ser el único facultado a invocar responsabilidad por un hecho internacionalmente ilícito, aunque los Estados lesionados deberían seguir teniendo prioridad en relación con cualquier respuesta que decida.  La invocación de la responsabilidad consiste en la adopción de medidas relativamente oficiales, como la presentación de una reclamación o la innovación de un proceso jurisdiccional o cuasi jurisdiccional; la mera protesta no debe entenderse como invocación de responsabilidad. La invocación deberá notificarse al Estado infractor, pudiendo especificar el comportamiento que debería adoptar este y la forma que debería adoptar la reparación, según el Estado que reclame.
La invocación es un derecho del Estado lesionado, pero  si son varios los afectados cada uno podrá invocar la responsabilidad por separado. Un Estado está legitimado para invocar la violación de una obligación que el Estado infractor tiene frente a un grupo de Estados o frente a toda la comunidad internacional si le afecta especialmente o si la violación es de tal índole que condiciona el cumplimiento por las demás partes. Como ejemplos de esto cabe destacar la prohibición de los actos de agresión y genocidio, el cumplimiento de los "principios y normas relativos a los derechos fundamentales del ser humano, incluida la protección contra la esclavitud y la discriminación racial"; también el derecho de los pueblos a la libre determinación. Por otro lado, la posibilidad de invocar la responsabilidad queda condicionada al cumplimiento de las normas aplicables en materia de nacionalidad de las reclamaciones y al agotamiento de los recursos internos.
Es posible perder este derecho, si se configuran los dos casos en los cuales se considerará como perdido este derecho. El primero es si el Estado lesionado ha renunciado a dicho derecho ya sea con respecto a la violación en sí misma , a algunas o a todas sus consecuencias. Es decir, se debe de expresar de manera clara e inequívocamente que se renuncia a tal derecho. El segundo es si el comportamiento del Estado indica o se entiende que ha dado válidamente aquiescencia a la extinción de la reclamación. Es decir que la falta de reacción del Estado ante la violación se puede presumir como renuncia tácita.

## Medidas contra violaciones graves de normas imperativas
La terminología “grave” entraña un incumplimiento flagrante o sistemático de la obligación por el Estado responsable. Entendidas como tales las violaciones flagrantes y sistemáticas de normas de ius cogens. Sin embargo, las violaciones que no se califiquen como graves, pero que sigan incumpliendo con obligaciones internacionales derivadas de normas imperativas,  no dejarán de implicar consecuencias. Entre los criterios que pueden considerarse para medir la gravedad de una infracción se encuentran la intención de violar la norma, el número de violaciones individuales o la gravedad de las consecuencias que se acarree a las víctimas.
Toda norma de ius cogens tiene alcance erga omnes, por lo que todos los Estados pueden adoptar medidas lícitas para poner fin a la violación.Por otra parte, ciertas violaciones flagrantes de obligaciones internacionales pueden dar lugar a una respuesta de todos los Estados. Es de esta forma que estas disposiciones traen consigo obligaciones de no reconocer como lícitas estas violaciones, la prohibición de prestar ayuda para mantener esa situación generada por un hecho ilícito. De igual forma establece la obligación de cooperar para finalizar la circunstancia, a través de medios lícitos.